# Chartreuse (liqueur)
Pour les articles homonymes, voir Chartreuse.
La chartreuse est une liqueur fabriquée à la distillerie d'Aiguenoire à Entre-deux-Guiers en Isère, en plein cœur du massif de la Chartreuse, sous la supervision des moines de la Grande Chartreuse. Liqueur à très haut degré d'alcool (55° pour la verte), sa vente est la principale ressource financière des chartreux.

## Histoire

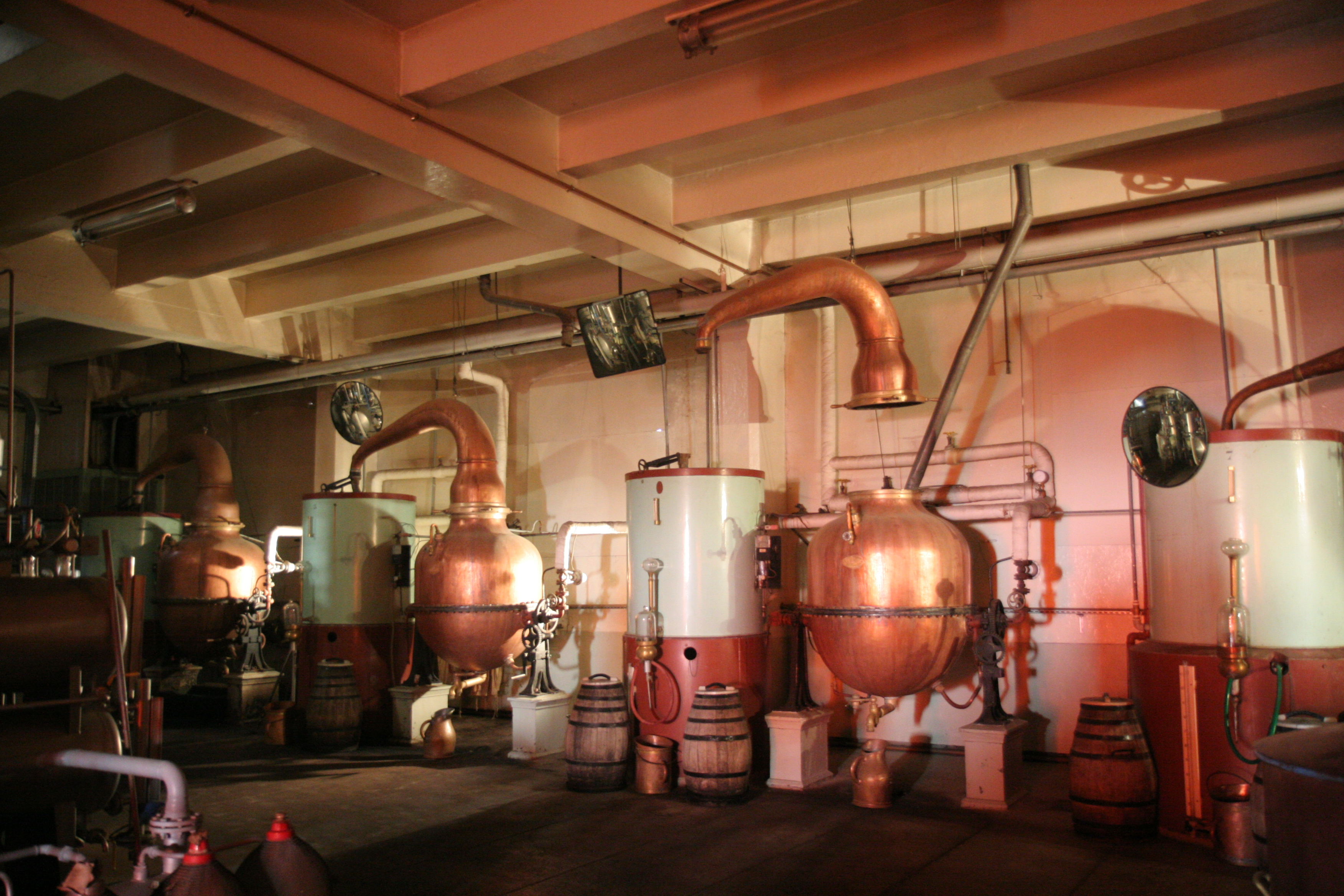
Alambics de la Chartreuse (anciens modèles, ne sont plus utilisés pour les productions courantes).

Selon la tradition, la chartreuse naît en 1605, lorsque les moines de la Chartreuse de Vauvert à Paris (au sud de l'actuel jardin du Luxembourg), réputés être de bons herboristes, reçoivent de François-Annibal d'Estrées un mystérieux manuscrit avec la formule d'un Élixir de Longue Vie,,.
Trop complexe, la recette n'est pas exploitée immédiatement, mais fait cependant l'objet de travaux menés par l'apothicaire de la Grande-Chartreuse, frère Jérôme Maubec. En 1764, le monastère de la Grande-Chartreuse, près de Grenoble, produit l'élixir dans sa pharmacie et commence à en faire commerce.
Sa commercialisation se fait par un frère à dos de mulet et reste donc limitée aux proches villes de Grenoble et Chambéry, où il devient populaire.
Cet élixir est toujours commercialisé de nos jours, sous le nom d'Élixir Végétal de la Grande Chartreuse.
À partir de l'élixir, les chartreux développent rapidement un digestif au goût original. Mais il faut attendre 1840 pour que la chartreuse verte, élaborée à partir de la recette originale, soit commercialisée sous le nom de liqueur de santé.
Poursuivis pendant la Révolution française, les moines sont dispersés en 1793. La distillation de la chartreuse s'interrompt alors, mais les chartreux réussissent à conserver la recette secrète : le manuscrit est emporté par un des pères et une copie est conservée par le moine autorisé à garder le monastère ; lors de son incarcération à Bordeaux, ce dernier remet sa copie à un confrère qui finit par la céder à un pharmacien de Grenoble, un certain Liotard. Afin de faire usage de la recette, ce dernier la soumet en 1810 au ministère de l'Intérieur de Napoléon Ier, lequel la lui renvoie avec la mention « refusé » car jugée trop complexe. À la mort de Liotard, les documents reviennent au monastère de la Grande-Chartreuse, que les moines ont réintégré en 1816, et la distillation reprend.
La chartreuse jaune, développée comme une version plus douce de la liqueur, est commercialisée pour la première fois en 1840. En 1860, une distillerie est bâtie à Fourvoirie, dans la commune de Saint-Laurent-du-Pont, afin de produire les chartreuses verte et jaune. Une chartreuse blanche est également proposée pendant un temps (43° de 1860 à 1880, puis 37° de 1886 à 1900).
La liqueur est très souvent contrefaite au XIXe siècle, ce qui fut l'objet de nombreuses procédures judiciaires.

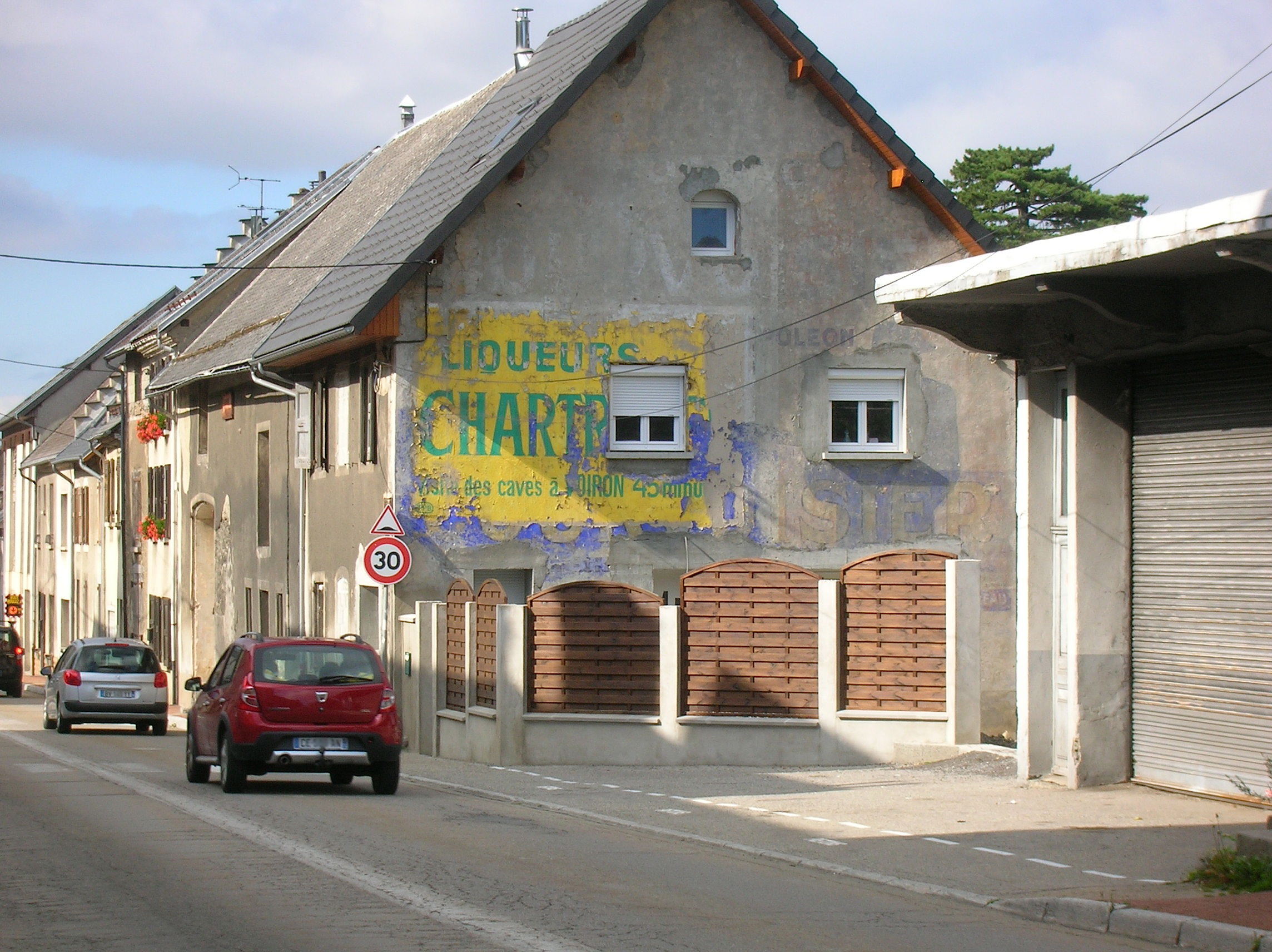
Ancienne publicité de la chartreuse produite à Voiron sur un mur à Laffrey.

De nouveau expulsés de France en 1903, les chartreux emportent avec eux la recette de la liqueur et installent leur nouvelle distillerie à Tarragone, en Espagne, où ils se sont implantés. La distillerie de chartreuse est construite dans la partie basse de la ville, sur la Plaça dels Infants, près du port et de la gare. Ils commercialisent leur liqueur sous le même nom, avec une étiquette identique, en ajoutant cependant la mention « liqueur fabriquée à Tarragone par les pères chartreux ». Leur liqueur se fait connaître en France sous le surnom de Tarragone.
Les biens français des chartreux sont confisqués par le gouvernement, lequel essaie de remettre en route la distillerie de Fourvoirie. Les liquoristes de la Compagnie Fermière de la Grande-Chartreuse sont chargés d'exploiter le nom « Chartreuse ». Malgré plusieurs tentatives, la recette ne parvient jamais à être imitée et l'entreprise se solde par un désastre financier. Dès 1927, la société de production est en faillite. Ses actions sont rachetées pour un prix dérisoire par des hommes d'affaires de la région de Voiron, lesquels les envoient en cadeau aux moines de Tarragone. Ceci leur permet de récupérer le nom commercial en France en 1929.
Cependant, les chartreux ont réinstallé dès 1921, avec l'accord tacite du gouvernement, une distillerie à Marseille, où ils produisent leur liqueur sous le nom de Tarragone.
Un glissement de terrain détruit la distillerie de Fourvoirie dans la nuit du 4 au 5 décembre 1935. Les caves n’ont que peu souffert et la liqueur qui vieillissait dans les foudres a pu être récupérée. Malgré la loi d'expulsion contre les moines, le gouvernement français affecte des ingénieurs de l'armée afin de la reconstruire à Voiron, près des caves et de l'entrepôt de distribution précédemment établi en 1860 par les moines, à 25 km du monastère.
Après la Seconde Guerre mondiale, le gouvernement lève l'ordre d'expulsion, confirmant aux frères chartreux leur statut juridique de résidents français, rendu en 1941, à la suite des débats et manifestations massives d'entre-deux-guerres ayant fait les titres de la presse internationale,,,.
Depuis 1989, date à laquelle la distillation a été arrêtée à Tarragone, la liqueur est exclusivement produite en Isère : à Voiron jusqu'en 2018, puis sur le site d'Aiguenoire à Entre-Deux-Guiers jouxtant la Grange-étable de l'Espinasse.

## Signature
La signature se trouve toujours en bas à droite de l'étiquette de la bouteille qui s'utilise comme une image de marque. Elle a été créée en 1852 par le père François Dom Louis Garnier, né le 8 novembre 1804 aux Garniers de Lissac, avec l'aide de ses frères Jean-Pierre, Jean Baptiste et Jean-Rémy Garnier tous également moines et sa sœur Marie Garnier. Cette famille est surnommée les Pères Chartreux.

## Production actuelle

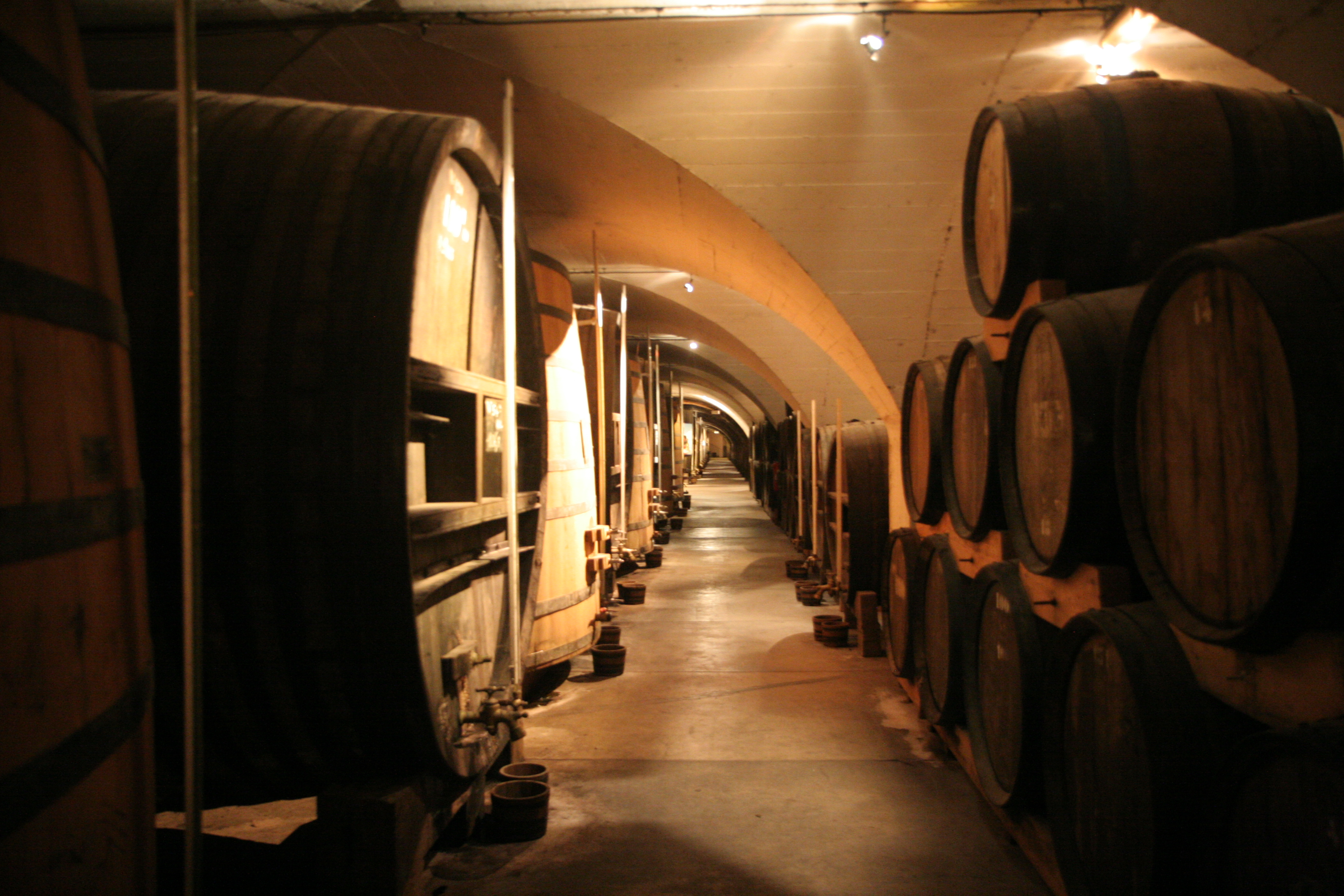
Caves de la Chartreuse.

Aujourd'hui, les liqueurs sont produites à Aiguenoire en utilisant un mélange de plantes et d'herbes préparé par deux moines liquoristes du monastère de la Grande-Chartreuse qui préparent le mélange végétal. La recette exacte de la chartreuse demeure secrète et n'est connue que de trois moines qui ne connaissent chacun que deux tiers de la recette finale. De cette manière seuls 2 moines sont nécessaires pour la reconstruire, mais un seul ne suffit pas (un exemple de Secret de Shamir). La recette ne faisant pas l'objet d'un brevet, son secret n'expire pas et permet donc de préserver le monopole de l'ordre cartusien.
Depuis 1970, la société Chartreuse Diffusion se charge du conditionnement, de la publicité et de la vente.
La méthode de fabrication reste donc peu connue. Aucun additif artificiel n'entre dans la composition de la chartreuse. Les Hommes de Saint Bruno ont d'abord sélectionné près de 2000 plantes dans le désert de Chartreuse situé non loin de Grenoble avant d'en sélectionner 130[réf. nécessaire]. Les 130 plantes qui la composent sont d'abord mises à macérer dans un alcool de raisin puis distillées. Les alcoolats sont additionnées de miel distillé et de sirop de sucre. Les liqueurs vertes et jaunes sont ensuite vieillies longuement en foudres de chêne de Russie ou de Hongrie pour les plus anciens, ou en chêne de l'Allier pour les plus récents. Leur couleur respective est principalement due à la chlorophylle et au safran, qui sont leurs colorants naturels.
Principale ressource financière des Chartreux, la distillerie met en bouteille chaque année un million cinq cent mille flacons, tous formats et tous produits confondus, dont environ quatre-vingt mille élixirs.
La chartreuse reste la liqueur traditionnelle de Tarragone et compose la boisson des fêtes patronales de Santa Tecla (nommée la mamadeta) : chartreuse verte, chartreuse jaune et granité. Depuis l'arrêt de sa production, la liqueur est devenue encore plus populaire à Tarragone et fait même l'objet de collections.
Les Caves de la Chartreuse (164 mètres de long) à Voiron sont ouvertes au public. La distillerie d'Aiguenoire ne se visite pas. D'autres boissons alcoolisées y sont fabriquées : le génépi, l'eau de noix, des liqueurs de fruits et de la liqueur de gentiane.

## Les liqueurs

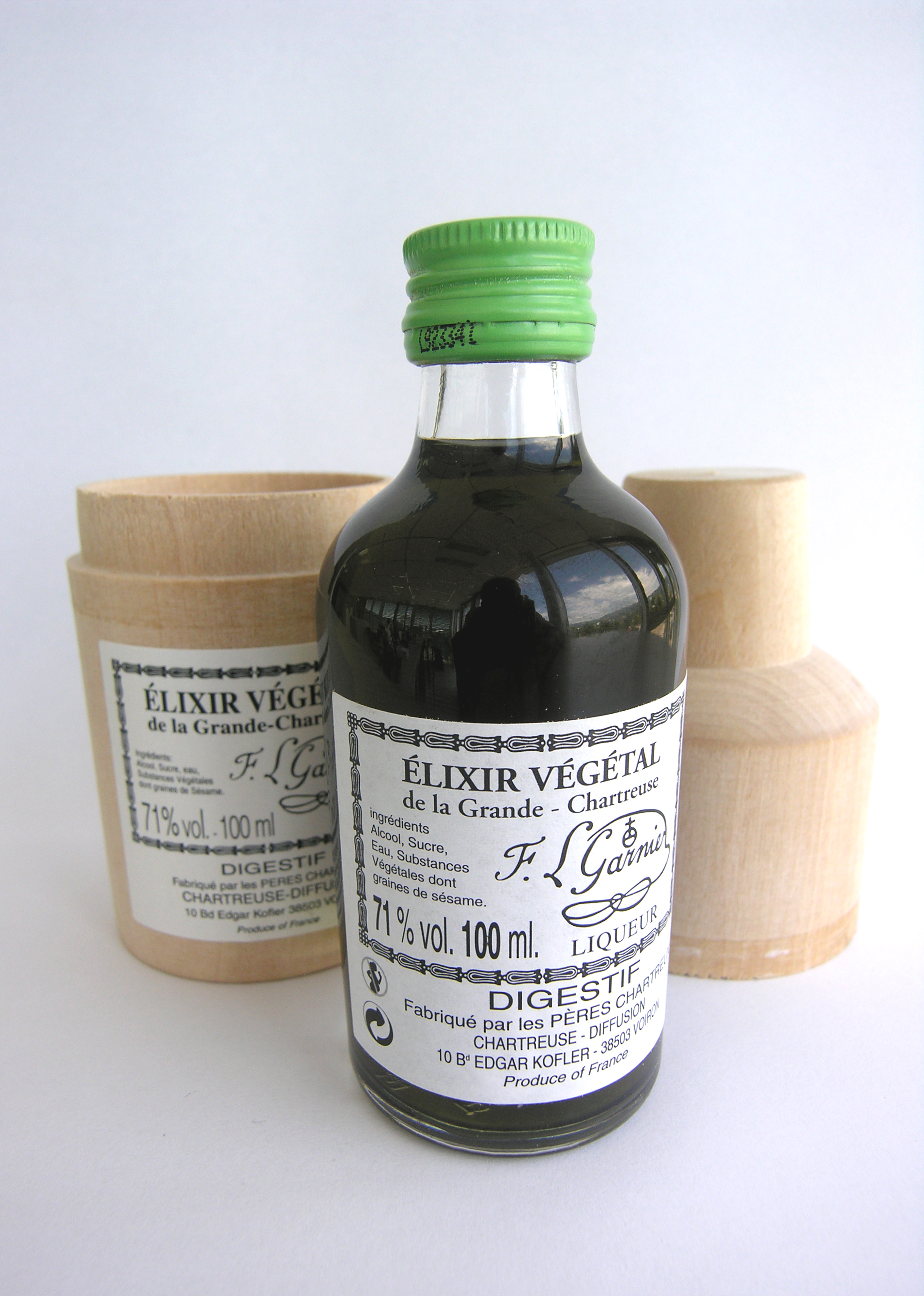
Élixir végétal de la Grande-Chartreuse.

Les principales liqueurs Chartreuse sont :
- L'Élixir végétal de la Grande-Chartreuse : élaboré selon la recette originale fournie en 1605, sa fabrication nécessite 130 plantes, pour un degré d'alcool de 69°. Il se consomme en grog, dans des infusions ou sur un morceau de sucre. Il titrait 71° jusqu'en janvier 2010 mais le degré d'alcool fut abaissé par directive européenne.
- La Chartreuse verte : sa couleur unique est due aux 130 plantes qui la composent (le pigment vert essentiel est la chlorophylle), et son degré d'alcool est de 55°. Elle se déguste en général glacée, en digestif ou en cocktails.
- La Chartreuse jaune : fabriquée avec les mêmes plantes que la Verte mais dans des proportions différentes, elle est plus douce et plus moelleuse et titre à 43° d'alcool. Le pigment naturel qui lui donne sa couleur est le safran.
- La Chartreuse jaune/verte de Tarragone : chartreuse élaborée à Tarragone en Espagne entre 1903 et 1989.

Les cuvées spéciales sont :

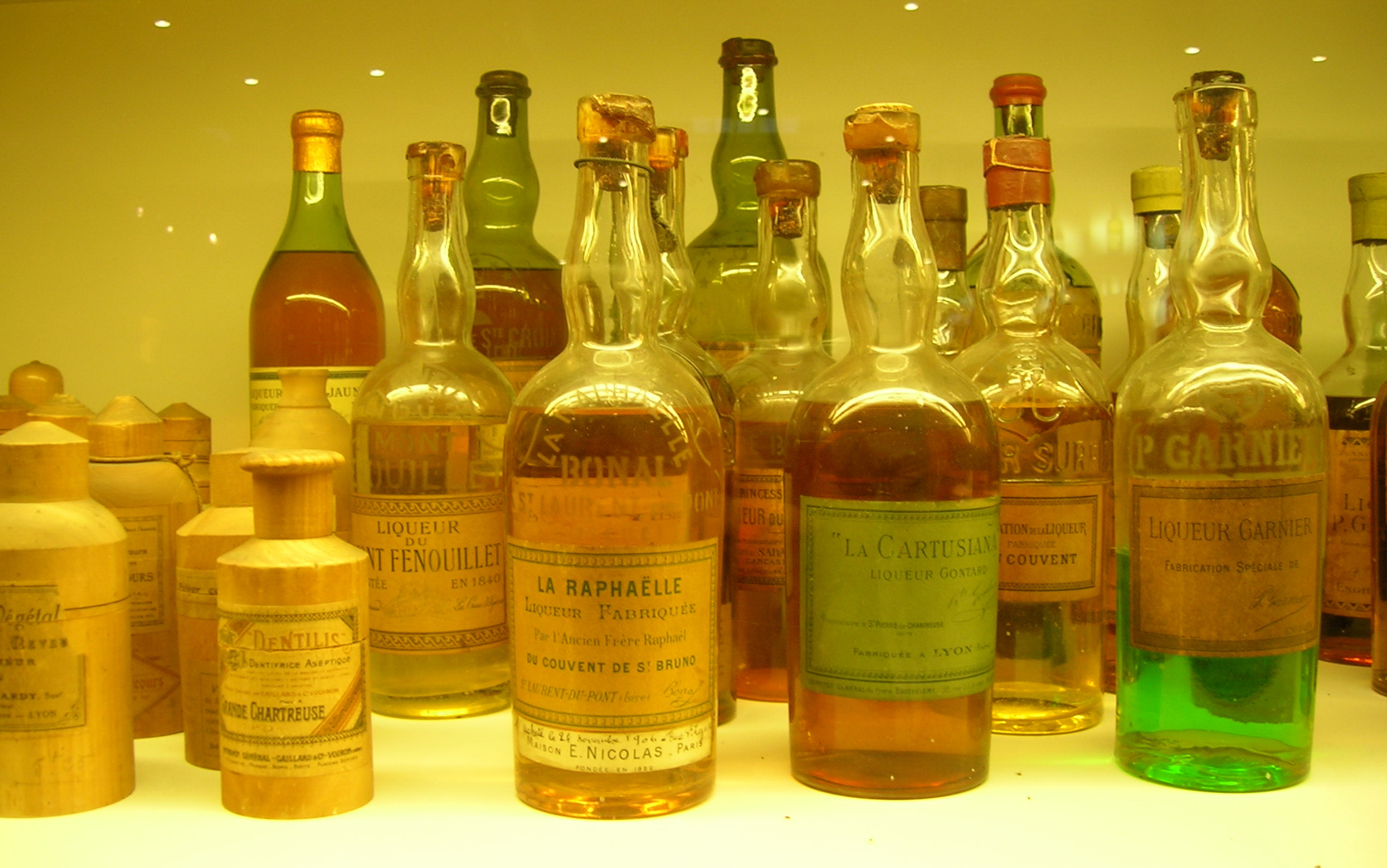
Quelques-unes des nombreuses contrefaçons de Chartreuse (présentées aux visiteurs des caves de Voiron).

- La Chartreuse V.E.P. : lorsque la liqueur subit un vieillissement exceptionnellement prolongé, elle acquiert une saveur subtile et moelleuse qui lui confère cette appellation spéciale. Les deux versions obtenues, la Verte (54°) et la Jaune (42°), sont mises dans des bouteilles numérotées, copies conformes de celles de 1840, et leur bouchon est scellé à la cire. La chartreuse V.E.P. est commercialisée depuis 1963. Trois essais ont été faits en 1932, 1940 et 1944 ; ces millésimes ont été édités à environ 800 exemplaires par année ;
- La Chartreuse blanche : cuvée élaborée pendant les périodes 1860-1880 et 1886-1900. Il s'agit d'une chartreuse jaune avec moins d'herbes et dont on a supprimé l'étape de coloration. Cette liqueur était plus douce et moins onéreuse. Pendant la deuxième période, son taux d'alcool passa de 43° à 37° ;
- La Liqueur du 9e Centenaire : créée en 1984 pour célébrer les 900 ans de la fondation de la Grande Chartreuse (en 1084), cette boisson (47°) entièrement naturelle a les mêmes caractéristiques que la Verte, quoique plus douce. Elle est présentée dans une bouteille anniversaire numérotée de 70 cl, identique à celle utilisée au XIXe siècle ;
- La Chartreuse 1605 : pour commémorer la remise du manuscrit de la recette par d'Estrée il y a 400 ans, les Chartreux font renaître une liqueur d'élixir (56°) plus proche de la première chartreuse verte, avec un goût authentique plus impétueux ;
- La Cuvée des MOF : cette cuvée de jaune (45 %) est née en 2008 de la collaboration des pères chartreux avec les Meilleurs Ouvriers de France sommeliers ;
- La Chartreuse jaune/verte Santa Tecla : depuis 1999, chartreuse diffusion sort une édition spéciale en septembre à l'occasion des fêtes de Santa Tecla à Tarragone ;
- La Tarragone Jaune du siècle : il s'agit d'un assemblage de plusieurs millésimes de chartreuse Tarragone: 1906, 1910, 1920, 1930, 1948, 1951, 1961, 1967, 1973, 1980. Cette cuvée limitée à 512 exemplaires a été réalisée par Olivier Poussier (meilleur sommelier du monde 2000) et les pères chartreux ;
- Les Chartreuses épiscopales : il s'agit d'une chartreuse 2/3 de jaune 1/3 de verte. Première édition en 1990 et éditée à 20 000 flacons. Deuxième édition en 1999 : l'épiscopale du 3e millénaire. Troisième édition en 2003 : une petite bouteille argentée éditée à 5 000 exemplaires. L'épiscopale du Club des Fous de Chartreuse des Caves Bossetti est sortie en 2005 à 1 000 exemplaires dont quelques jéroboams ; par la suite d'autres cuvées ont été créées en 2009, 2013, 2015, 2016 et 2017 également pour le Club des Fous de Chartreuse.
- l'Eau-de-vie : elle a été fabriquée en 1941 à Aigues-Vives et seulement commercialisée dans les années 1990.
- Chartreuse 147, liqueur issue du foudre unique numéro 147 encore élevé à la distillerie de Voiron sur base de Chartreuse verte. Uniquement disponible aux caves de Voiron avec un quota maximum de 1 par personne.

## Cocktails et usages culinaires

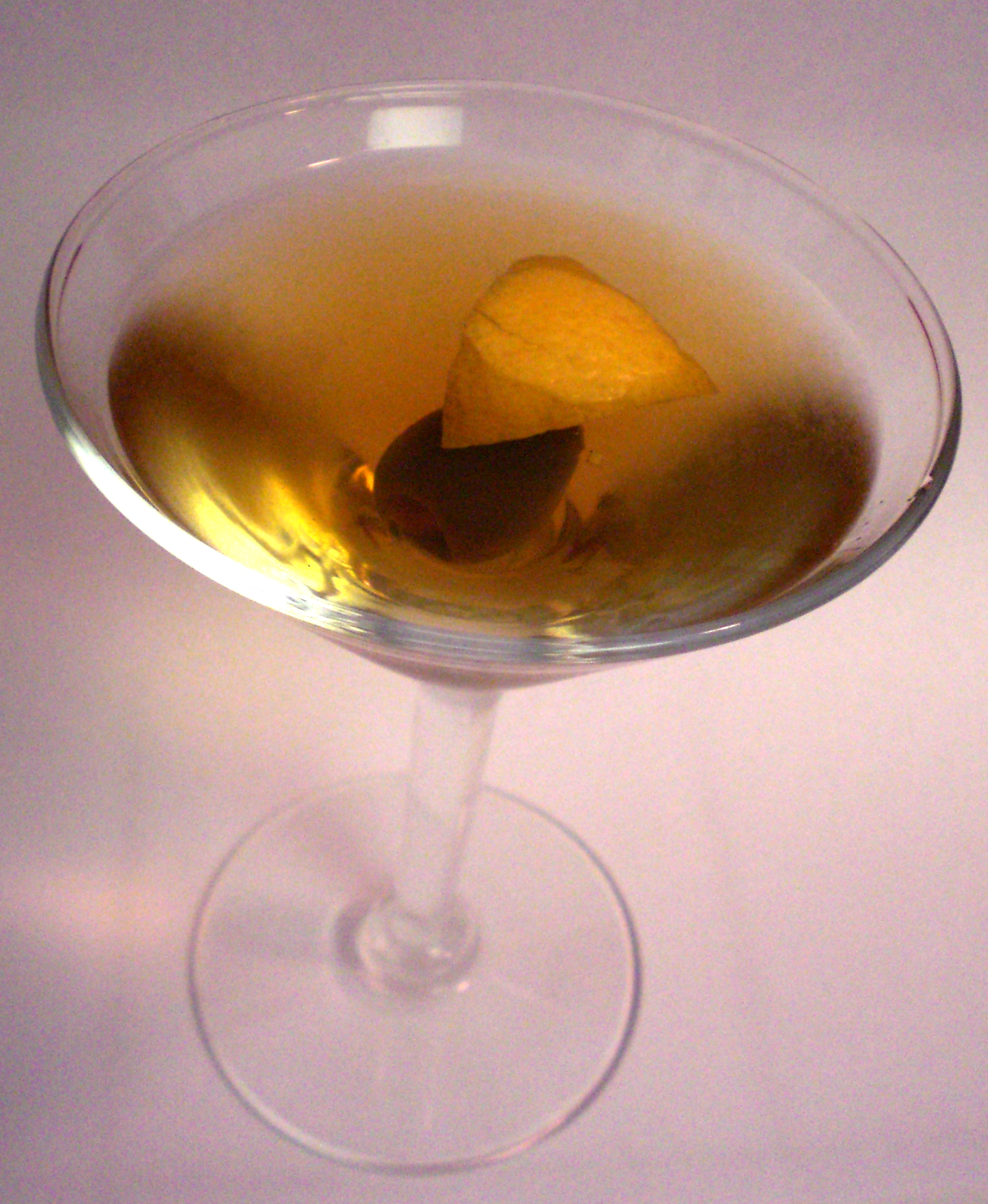
Bijou décoré d'un morceau de zeste de citron.

Bien que généralement dégustée en digestif, la Chartreuse entre dans la composition d'un nombre croissant de cocktails, parmi lesquels certains sont devenus traditionnels. On peut citer, de manière non exhaustive :
Bijougin, vermouth rouge et chartreuse verte
Green chaudun trait de chartreuse verte dans une tasse de chocolat chaud bien crémeux.
Chartreuse muleUn demi citron vert pressé, 1/3 de chartreuse verte et 2/3 de ginger beer
Épiscopale
deux doses de chartreuse jaune pour une dose de verte.
Cardinaledeux doses de chartreuse verte pour une dose de jaune.
Généreusemélange de génépi et de chartreuse.
Hypermétropemélange de vodka et de chartreuse verte.
Shuttledeux doses de chartreuse jaune pour une dose de whisky.
Chartreuse tonicdans un verre de 20 cl, 1/5 de chartreuse verte, 4/5 d'eau tonique et beaucoup de glaçons.
Chartreuse soleildans un verre de 20 cl, 1/7 de chartreuse verte, 6/7 de jus d'orange et beaucoup de glaçons, appelé également chartreuse orange.
Chartreuse expérience1/8 de chartreuse verte, 1/8 de vodka, 5/8 de jus d'orange, 1/8 de jus de citron, remplir de glace et shaker énergiquement.
Snake bitechartreuse verte et quelques gouttes de tabasco rouge.
Tip and Top
1 dose de chartreuse verte, 1 dose de vodka et 3 doses d'Orangina (peut être remplacé par du jus d'orange)
Café grenoblois
2/3 de café, 1/3 de chartreuse verte, également appelé café goutte ou moine-noir.
Marseillais1/3 de chartreuse verte, 1/3 de pastis, 1/3 de bière.
Ictère1/3 de chartreuse jaune, 2/3 de thé glacé, un trait de jus de citron.
Chartreus'itomême recette que le mojito mais avec de la chartreuse verte à la place du rhum.
La Vilaine1/3 de chartreuse, 2/3 de mauvais vin.
La chartreuse peut également être utilisée en cuisine pour aromatiser le chocolat, les crêpes, la crème glacée ou les sorbets (notamment pour un trou normand original), ainsi que certains plats de volaille ou de poisson.

## La chartreuse dans la culture

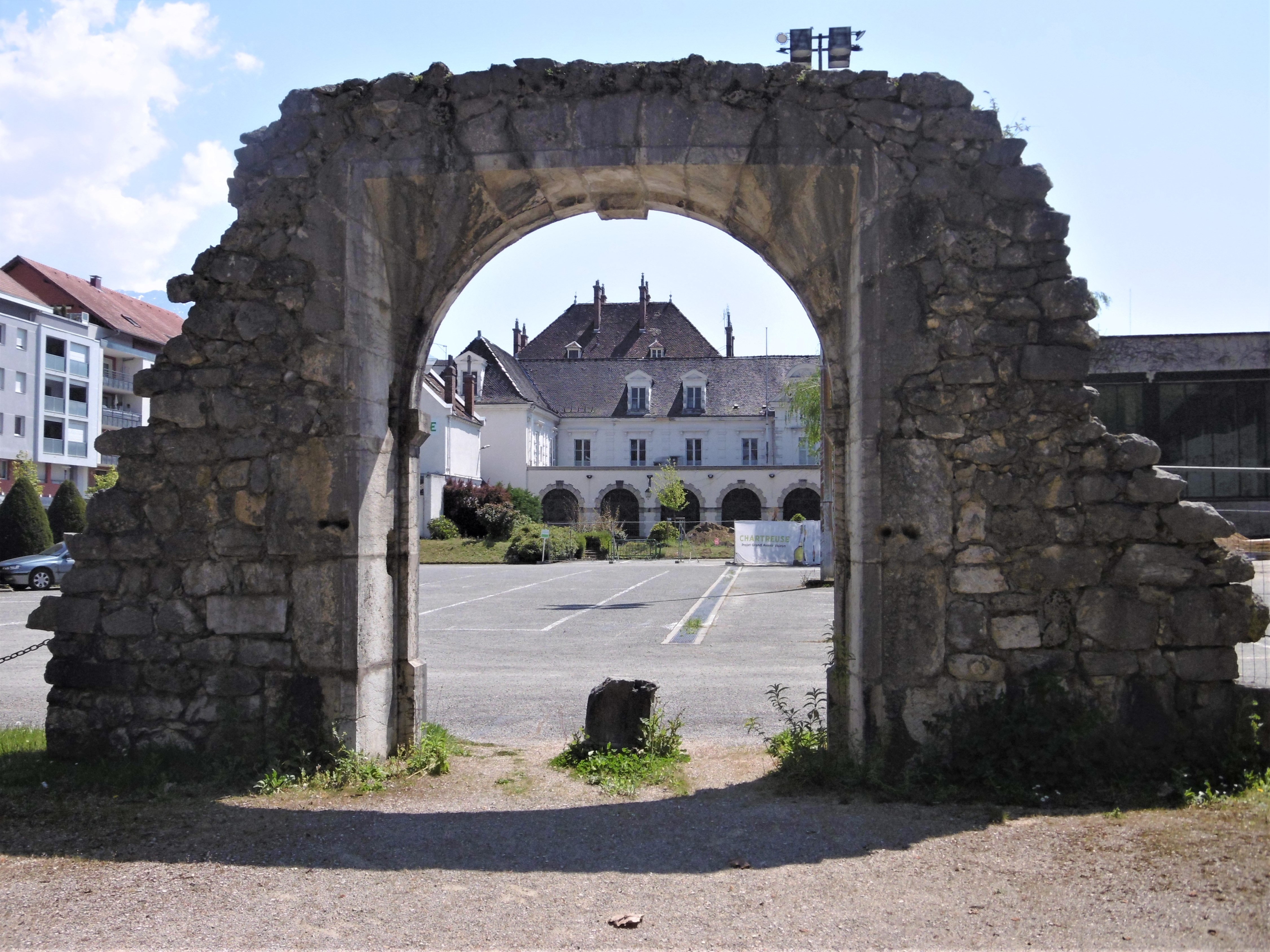
Entrée des caves de la Chartreuse à Voiron.

### Littérature
Rubén Darío parle de la chartreuse dans son conte parisien La nymphe, publié en 1888 dans le recueil Azul.... « C'était l'heure de la chartreuse, dit-il, l'heure des liquides émeraude de menthe. »
Dans la nouvelle Reginald on Christmas Presents, qui fait partie de la collection de 1904 de l'auteur anglais édouardien Saki, le personnage du titre déclare que « les gens peuvent dire tout ce qu'ils veulent sur le déclin du christianisme, mais le système religieux qui a produit la chartreuse verte ne peut jamais vraiment mourir » (« people may say what they like about the decay of Christianity; the religious system that produced green chartreuse can never really die »).
Dans le roman le plus célèbre de Francis Scott Fitzgerald, Gatsby le Magnifique (1925), Gatsby partage une bouteille de chartreuse avec Nick, le narrateur.
Dans la nouvelle de G.K. Chesterton, Le poète et les fous (1929), Sir Owen réunit ses invités autour d'un flacon de Chartreuse verte, car il "avait ses habitudes de luxe" et son invité poète "fixait le liquide vert dans son verre, comme si c'était le vert des profondeurs marines".
Dans le roman Retour à Brideshead (1945) d'Evelyn Waugh, Anthony et le narrateur, Charles Ryder, boivent de la chartreuse après le dîner. Anthony songe que c'est « de la vraie ch-ch-chartreuse verte, produite avant l'expulsion des moines. On sent cinq saveurs distinctes comme elle s'écoule sur la langue. C'est comme avaler un sp-spectre » (« Real g-g-green chartreuse, made before the expulsion of the monks. There are five distinct tastes as it trickles over the tongue. It is like swallowing a sp-spectrum. »).
Hunter S. Thompson parle de la chartreuse verte dans plusieurs des histoires rassemblées dans Generation of swine: tales of shame and degradation in the '80s (1988). Curieusement, les personnages semblent être attirés par elle dans leurs moments de grand désespoir et juste avant de mourir.
Dans le roman Âmes perdues de Poppy Z. Brite (1992), un groupe d'adorateurs de vampires boit de la chartreuse pour son pouvoir et sa couleur verte caractéristique.
Dans le roman Paris-en-Fantasy : la légende du Saint-Crââne, de Brett Nephaeus (2020), le manuscrit du duc d’Estrées révèle une véritable potion d’éternité, qui est le saint Graal. Cela explique pourquoi les moines chartreux ont mis plus d’un siècle à reconstituer cet Élixir de Longue Vie. Mais ils l’ont finalement gardé secret et proposé au public une version dépourvue de ses principes actifs de jouvence…
Dans le roman La Chartreuse d'Or (2021), l'auteur joue sur l'association des mystères spirituels du monastère et des secrets commerciaux de la fabrication des liqueurs. L'intrigue se déroule dans un contexte contemporain où sont mis en lumière les enjeux économiques de cette coexistence : le marketing joue ici pleinement son rôle.
Dans le roman La Pierre du Remords (Tregasteinn - 2019), de Arnaldur Indriðason, la chartreuse verte est mentionnée par Kónrað : « Les plus malins commandaient plusieurs verres de chartreuse verte au comptoir avant la fermeture pour s’assurer une quantité d’alcool maximale pour un coût minimum. »
Dans le roman Le Secret de la cité sans soleil (Paris, Flammarion), de Gilles Legardinier, le narrateur goûte un alcool élaboré par Benoît et se laisse à penser que « Dans le meilleur des cas, ces aventuriers de la gnôle avaient inventé la chartreuse, l'hydromel ou la blanquette. »

### Affiches
Au XXe siècle, pour assurer sa promotion, la marque a fait appel à des illustrateurs réputés : Charles Lemmel, les frères Neurdein, Charles Plessard...

### Cinéma
En 1976, à la 82e minute du film Un éléphant ça trompe énormément, Claude Brasseur propose à Jean Rochefort de boire de la chartreuse jaune.
Dans le film Cet obscur objet du désir, dernier film réalisé par Luis Buñuel (1977), à la 16e minute, Mathieu Faber interprété par Fernando Rey demande à Martin, le valet de chambre, de prévenir la servante Conchita qu'il désire une Chartreuse. Ce dernier lui demande de préciser s'il souhaite une Chartreuse jaune ou verte. Martin demande une Chartreuse verte en précisant qu'elle est plus stimulante. Le valet de chambre ajoute que la Chartreuse verte est également légèrement aphrodisiaque. Une bouteille de Chartreuse verte est finalement apportée sur un plateau par la servante Conchita dans la scène suivante.
Dans le film Ma vie est un enfer (1991), le démon Abargadon (Daniel Auteuil) ingère un cocktail préparé par Léah Lemonnier (Josiane Balasko) contenant de la Chartreuse. Etant préparée par des moines, elle a sur lui un effet délétère. Il boit de la soude caustique comme antidote.
Dans le film L'Autre Sœur (1999), Danny, qui est simple d'esprit, veut faire sa déclaration à Carla lors d'une grande réception et demande au bar quelque chose qui « lui donne du courage » ; le serveur lui sert un grand verre de chartreuse verte dans un verre à vin, en lui expliquant que ça va lui donner beaucoup de courage. Peu après, il en boit un deuxième, puis tente de faire son discours…
Dans le film Boulevard de la mort de Quentin Tarantino (2007), le logo en néon Chartreuse apparaît plusieurs fois au mur du bar tenu par Warren, personnage joué par Tarantino lui-même. À la fin de la scène, Warren, qui a toutes les peines du monde à prononcer « chartreuse », sert une tournée aux héroïnes du film avant de lancer : « Chartreuse, the only liquor so good they named a color after it » Soit, littéralement : « la chartreuse, la seule liqueur si bonne qu'elle a donné son nom à une couleur ». Elle est d'ailleurs présente dans le générique de fin.
Également, dans le film Inglourious Basterds de Quentin Tarantino (2009), une vieille bouteille de chartreuse est placée juste derrière le Sergent Wilhelm lors de la scène du bar dans une cave.

### Opéra et musique
Dans le 3e acte de l'opéra-bouffe L'Étoile d'Emmanuel Chabrier (1877), un duo (Ouf/Siroco) prône les qualités de remise en forme de la chartreuse verte.
Il est également question de chartreuse dans la chanson ’Til the Money Runs Out de Tom Waits (tirée de l'album Heartattack and Vine, 1980) avec les paroles suivantes : « with a pint of green chartreuse ain't nothin' seems right » (traduisible approximativement par « après une pinte de chartreuse verte, il n'y a rien qui paraisse normal »).
Le groupe texan ZZ Top publie la chanson Chartreuse en juin 2012 sur son EP Texicali, puis en septembre 2012 sur son nouvel album LP La futura.
Dans le second couplet de la chanson Mon 50 cents des Frères à Ch'val, on fait mention de cette liqueur (demandée par la compagne du chanteur).